# Чэнь Яньцин
Чэнь Яньци́н (кит. упр. 陈艳青, род. 5 апреля 1979 года, Сучжоу) — китайская тяжелоатлетка, член национальной сборной Китая. Двукратная чемпионка мира (1997, 1999), Олимпийских (2004, 2008) и Азиатских игр (1998, 2006). Выступает в весовой категории до 58 кг.
На Азиатских играх в Дохе (2006) спортсменка установила несколько мировых рекордов. В рывке она подняла 111 кг (превзошла Боянка Костова в 2015 г.); в толчке — 140 кг
(Цю Хунмэй, 2007); по сумме упражнений — 242, 248 и 251 кг (Боянка Костова, 2015).